# Tamzoura
Tamzoura là một đô thị thuộc tỉnh Aïn Témouchent, Algérie. Dân số thời điểm năm 2002 là 8.665 người.